# 电脑娃娃
《电脑娃娃》(Small Wonder)是一部1985-1989播出的低成本美国情景喜剧。

## 剧情
该剧讲述一个看上去像是十岁小女孩的机器人薇姬(Vicki, Victoria)，在其创造者劳森(Lawson)一家生活的故事。薇姬的力气很大，速度惊人，右侧腋窝有电源插座，后背有控制电路板，平时喝机油作饮料，晚上站在衣橱里休息。劳森一家的邻居布林道尔(Brindles)一家经常找麻烦，但每次薇姬的秘密身份都得以保全，种种危机都能化险为夷。